# Renzo Machado
Renzo Neri Machado Pertusso (ur. 21 września 2005 w Rocha) – urugwajski piłkarz pochodzenia włoskiego występujący na pozycji napastnika, od 2023 roku zawodnik Liverpoolu Montevideo.